# روبرتو فليتاس
روبرتو فليتاس (بالإسبانية: Roberto Fleitas)‏ (1933 بالأوروغواي - 3 مارس 2024) هو مدرب كرة قدم ولاعب كرة قدم أوروغواني في مركز الدفاع. شارك مع منتخب الأوروغواي لكرة القدم. أما مع النوادي، فقد لعب مع مونتيفيديو واندررز ونادي ليفربول وسنترال إسبانيول.

## وصلات خارجية
- روبرتو فليتاس على موقع قاعدة بيانات كرة القدم.إي يو (الإنجليزية)
- روبرتو فليتاس على موقع عالم كرة القدم.نت (الإنجليزية)